# Albizia glabrior
Albizia glabrior là một loài thực vật có hoa trong họ Đậu. Loài này được (Koidz.) Ohwi miêu tả khoa học đầu tiên.